# Yên Luật
Yên Luật là một xã thuộc huyện Hạ Hòa, tỉnh Phú Thọ, Việt Nam.
Xã Yên Luật có diện tích 7,15 km², dân số năm 1999 là 3.287 người, mật độ dân số đạt 460 người/km².